# Prix littéraires du Gouverneur général 1943
Liste des Prix littéraires du Gouverneur général pour 1943, chacun suivi du gagnant.

## Anglais
- Prix du Gouverneur général : romans et nouvelles de langue anglaise : Thomas H. Raddall, The Pied Piper of Dipper Creek.
- Prix du Gouverneur général : poésie ou théâtre de langue anglaise : A.J.M. Smith, News of the Phoenix.
- Prix du Gouverneur général : études et essais de langue anglaise : John D. Robins, The Incomplete Anglers et E.K. Brown, On Canadian Poetry.